# Саморано (сир)

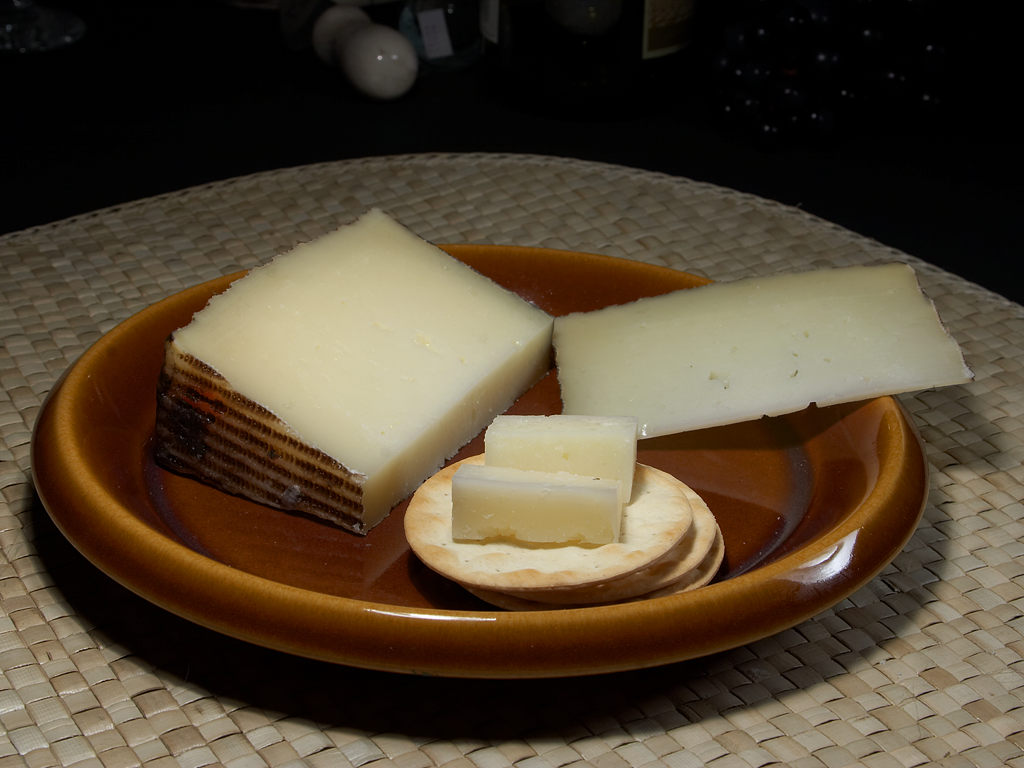
сир Саморано

«Саморано» (ісп. Zamorano — «саморський») — твердий сир з пастеризованого овечого молока з провінції Самора в Кастилії і Леоні. Сирна головка циліндричної форми вагою від 1,5 до 4 кг має ребристу корочку жовтуватого або темно-сірого кольору. Саморано відрізняється насиченим вершковим кислувато-солоним пікантним смаком. Виготовляється із незібраного молока овець порід чурра і кастильська. Період дозрівання становить не менше шести місяців. Іноді для додання пряного смаку в процесі виготовлення додатково занурюється в оливкову олію. Фермерський Саморано виготовляється із сирого овечого молока і має відповідне маркування.